# MMTS Kwidzyn
MMTS Kwidzyn (vollständiger Name: Miejsko-Młodzieżowe Towarzystwo Sportowe w Kwidzynie, deutsch: Städtischer Jugendsportverein Kwidzyn) ist der Name eines Sportvereins aus Kwidzyn in Polen.

## Geschichte
Der Verein wurde im Jahr 1998 gegründet. Seit dem Jahr 2000 spielt die erste Männer-Mannschaft in der höchsten polnischen Liga, der Ekstraklasa bzw. Superliga. In der Spielzeit 2009/2010 belegte das Team Platz 2 der Liga, drei Mal belegte es den 3. Platz (2008/2009, 2010/2011 und 2012/2013).
Wegen ungelöster finanzieller Schwierigkeiten sollte der Verein zum Ende der Spielzeit 2020/2021 aufgelöst werden. Nach einem stärkeren finanziellen Engagement der Stadt und eines Sponsors konnte dies abgewendet werden.
International trat der Verein von 2008 bis 2010 im EHF Challenge Cup und 2022 in der EHF European League an. In der Spielzeit 2009/2010 stand der Verein im Finale des Challenge Cups.